# Sexy Little Thug
Sexy Little Thug – remiks piosenki "In da Club" która w oryginale była wykonywana przez amerykańskiego rapera 50 Centa. Utwór znalazł się na składance Speak My Mind (z 2005 roku). Piosenka miała znaleźć się na debiutanckim albumie Beyoncé Dangerously in Love (z 2003 roku), jednak ostatecznie tak się nie stało.

## Listy przebojów
| Listy (2003 r.)                            | Pozycja |
| ------------------------------------------ | ------- |
| Billboard Hot R&B/Hip-Hop Singles & Tracks | 62      |